# 뜨거운 손
《뜨거운 손》은 MBC에서 1978년 8월 14일부터 1978년 8월 17일까지 방영한 건국 30주년 및 8.15 특집드라마이다.

## 등장 인물
- 이정길
- 김윤경
- 정욱
- 한인수
- 고두심
- 최불암
- 박규채
- 정혜선
- 현석
- 유인촌
- 박원숙
- 김자옥
- 오지명
- 이묵원
- 이효춘
- 이장현
- 박광남
- 조경환
- 이경진
- 이계인
- 전운
- 김상순
- 신충식
- 김석옥
- 김기일
- 홍성민
- 임현식
- 임문수
- 이영후
- 오미연
- 김용림
- 홍순창
- 박경현
- 박은수
- 손창호
- 박윤배